# Quod licet Iovi, non licet bovi

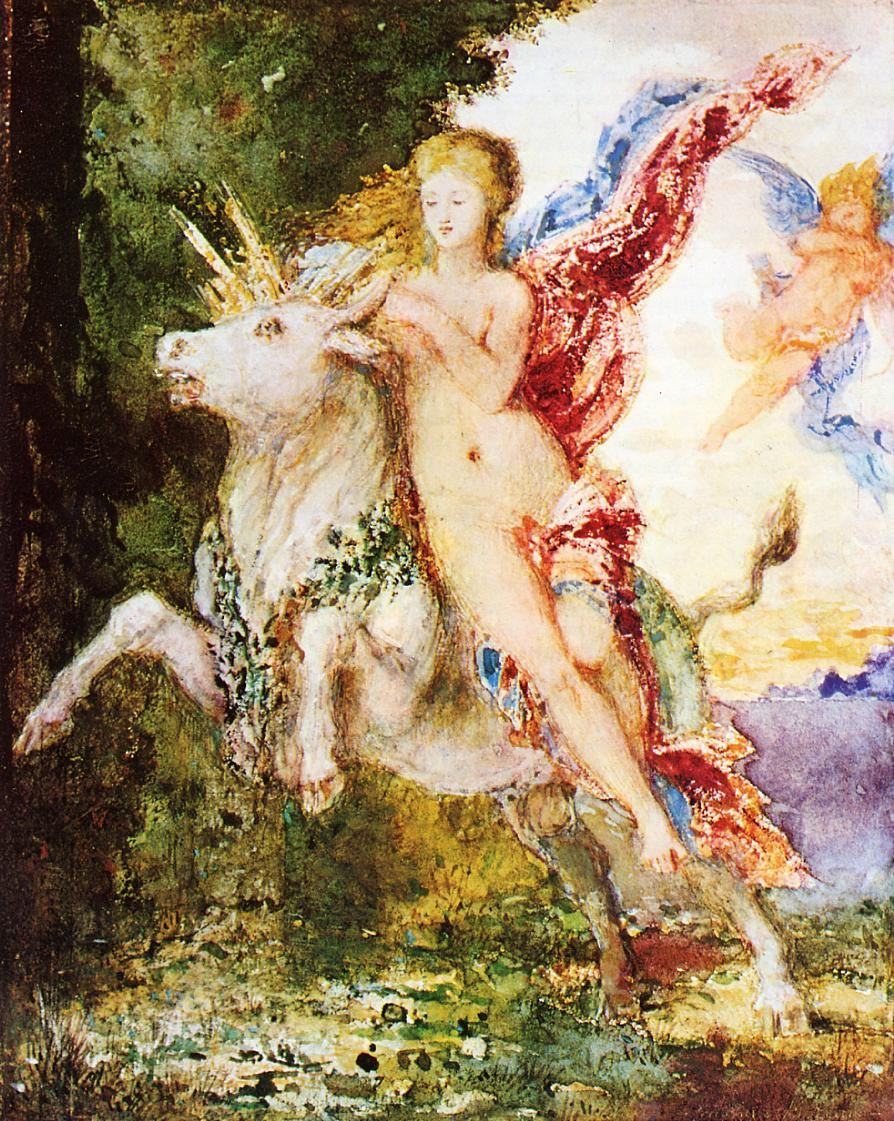
«Європа і бик» — викрадення Європи Юпітером. Картина Гюстава Моро (1869)

Quod licet Iovi (Jovi) non licet bovi (з лат. «Що можна Юпітеру, не можна бику») — крилатий латинський вислів, зміст якого полягає в тім, що коли щось дозволено людині чи групі людей, то воно зовсім недоконечно дозволено усім іншим, тобто постулюється наявність подвійних стандартів.
Авторство фрази приписують римському трагіку Теренцію, хоча в його збережених творах цей вислів не зустрічається (у нього засвідчена інша фраза: Aliis si licet, tibi non licet — «Що можна іншим, не можна тобі»). Фраза містить натяк на міф про викрадення Європи Юпітером, що прийняв вигляд бика.